# Kristen Johnston

Kristen Johnston (Washington D.C., 20 september 1967) is een Amerikaans actrice die onder meer Sally Solomon speelde in de comedyserie 3rd Rock from the Sun, waarmee ze een Emmy Award won. Johnston valt op door haar lengte (1,83 m) en haar voor een vrouw nogal donkere stemgeluid.
Johnston groeide op in de buurt van Milwaukee (Wisconsin), waar ze haar highschooldiploma haalde. Als tiener bracht ze enige tijd door in Zweden en Zuid-Afrika. Ze behaalde haar bachelor in drama aan de universiteit van New York. Ze debuteerde aan het toneel bij het Atlantic Theatre Company en speelde een aantal jaren in dat gezelschap.
Haar rol in The Lights, waarmee ze een Drama Desk Award won, trok de aandacht van een televisieproducent, waarna ze met succes auditie deed voor de rol van Sally Solomon. Met de andere hoofdrolspelers John Lithgow, Jane Curtin, French Stewart en Joseph Gordon-Levitt zou ze gedurende de gehele looptijd van de serie lid van de cast blijven. Ook in andere series, als ER en Sex and the City had Johnston rollen in enkele afleveringen.

## Films en televisie
- Modern Family, aflevering "Strangers in the night" (2014)
- The Exes (2011-heden) (Sitcom)
- Bored to Death (2010) (TV)
- Finding Bliss (2009)
- Bride Wars (2009)
- Ugly Betty (2009-2010) (TV)
- Music and Lyrics (2007)
- ER (2005)
- Strangers with Candy (2005)
- Sex and the City (2004) (TV)
- Austin Powers in Goldmember (2002)
- Stage On Screen: The Women (2002) (TV)
- The Flintstones in Viva Rock Vegas (2000)
- Austin Powers: The Spy Who Shagged Me (1999)
- Nobody Knows Anything(1998)
- Microscopic Milton (1997) (TV)
- London Suite (1996) (TV)
- 3rd Rock from the Sun  (1996-2001) (TV)
- Backfire! (1995)
- The Debt (1993)
- Amazonia (1992)
- The Orkly Kid  (1985)

- Biblioteca Nacional de España: XX4819622
- Gemeinsame Normdatei: 1161052399
- International Standard Name Identifier: 0000 0001 1466 5538
- Library of Congress Control Number: nr2002001567
- Nationale Bibliotheek van Polen: a0000002423373
- Virtual International Authority File: 4862114
- WorldCat: E39PBJyhhkjtqRDKHTQPbhKKh3